# 周南 (紹熙進士)
周南（1159年—1213年），字南仲，号山房，南宋平江府（今江苏省苏州市）人，黄度的女婿。
周南年轻时跟随叶适讲学，每以世道兴废为己任。宋光宗绍熙元年进士（1190年），授文林郎，为池州教授，与黄度被御史弹劾，入伪学党。宋宁宗开禧三年（1207年），召试馆职，他对策以诋权贵，为言官再次弹劾，罢官，在家中去世。著有《山房集》。